# 錢以塏
钱以垲（1644年—1732年），字阆行，号蔗山。浙江嘉善人，钱士晋曾孙，清朝政治人物、同進士出身。

## 生平
康熙二十七年（1688年）戊辰科進士。歷官通政使司右通政、左通政、少詹事。雍正五年（1727年）升左副都御史，再遷礼部侍郎。官至礼部尚书，加太子少保。雍正十年（1732年）去世，谥恭恪。有《研云堂诗》，另纂有《隰州志》二十四卷。

## 著作
- 《罗浮外史》
- 《岭海见闻》